# Jisra’el Kesar
Jisra’el Kesar (hebr.: ישראל קיסר, ang.: Yisrael Kessar, Israel Kessar, ur. 20 maja 1931 w Sanie, zm. 8 września 2019 w Riszon le-Cijjon) – izraelski ekonomista, socjolog, działacz związkowy i polityk, w latach 1984–1992 przewodniczący Histadrutu, w latach 1992–1996 minister transportu, w latach 1984–1996 poseł do Knesetu z list Koalicji Pracy i Partii Pracy.

## Życiorys
Urodził się 20 maja 1931 w Sanie, w ówczesnym Królestwie Jemenu. W 1933, wraz z rodziną, wyemigrował do Palestyny. Do szkoły chodził w Jerozolimie, następnie rozpoczął pracę w centrum młodzieżowym dla nowych imigrantów.
Brał udział w wojnie o niepodległość Izraela, Służbę wojskową ukończył w stopniu kapitana. W 1956 ukończył studia z zakresu socjologii i ekonomii na Uniwersytecie Hebrajskim w Jerozolimie (bakalaureat). Ukończył również seminarium nauczycielskie. W latach 1960–1961 był asystentem i doradcą ministra pracy Gijjory Joseftala, następnie do 1966 stał na czele departamentu rehabilitacji w Ministerstwie Pracy.
Od 1966 był działaczem organizacji związkowej Histadrut, z którą związał większość swojej kariery zawodowej. W latach 1966–1971 był przewodniczącym dwóch departamentów – siły roboczej oraz młodzieży i sportu. W 1968 opublikował książkę na temat rehabilitacji osób niepełnosprawnych w miejscu pracy. W 1972 uzyskał M.A. z zakresu ekonomii pracy na Uniwersytecie Telawiwskim. W latach 1973–1977 był skarbnikiem Histadrutu, w latach 1977–1984 był zastępcą sekretarza generalnego Jeruchama Meszela, by od 1984 do 1992 być jego przewodniczącym (sekretarzem generalnym).
Również w 1984, w wyborach parlamentarnych w 1984 po raz pierwszy dostał się do izraelskiego parlamentu z listy lewicowej Koalicji Pracy. W 1985 aktywnie współpracował z pierwszym rządem Szimona Peresa przy wdrażaniu planu stabilizacji gospodarczej. Współpraca związku zawodowego z rządem była ważnym czynnikiem sukcesu tego planu. W tym samym roku opublikował książkę na temat historii Histadrutu. Uzyskał reelekcję w wyborach w 1988.
W 1992 startował w wyborach na przewodniczącego Partii Pracy przeciwko Szimonowi Peresowi, Icchakowi Rabinowi i Orze Namir. Uzyskał 20% głosów, a nowym liderem laburzystów został Rabin. W czerwcowych wyborach po raz trzeci dostał się do parlamentu. 13 lipca znalazł się w składzie rządu Rabina, jako minister transportu. Po śmierci Rabina w zamachu, pozostał na stanowisku w nowym rządzie, którego premierem został Szimon Peres i pełnił obowiązki ministerialne do końca kadencji 18 czerwca 1996. Jego poprzednikiem w ministerstwie był Mosze Kacaw, następcą zaś Jicchak Lewi. Jako minister transportu zainicjował prace nad stworzeniem systemu metra w Tel Awiwie, w oparciu o rozwiązania brytyjskie. Nadzorował budowę tunelu na drodze ekspresowej w Jerozolimie oraz sieci tuneli Karmel w Hajfie, a także rozbudowę autostrady Ajjalon w Tel Awiwie oraz portu lotniczego Ben Guriona.
Ze względu na stan zdrowia swojej żony zrezygnował z kandydowania w wyborach w 1996 i wycofał się z życia publicznego.
Oprócz dwóch publikacji książkowych, był autorem wielu artykułów w prasie codziennej oraz czasopismach o tematyce ekonomicznej. Poza hebrajskim posługiwał się językami arabskim i angielskim.
Zmarł 8 września 2019 w swoim domu w Riszon le-Cijjon, w wieku osiemdziesięciu ośmiu lat. Został pochowany następnego dnia na cmentarzu w Riszon le-Cijjon.

## Życie prywatne
Był żonaty, miał dwoje dzieci.